# Pelargonium vinaceum
Pelargonium vinaceum är en näveväxtart som beskrevs av E.M.Marais. Pelargonium vinaceum ingår i släktet pelargoner, och familjen näveväxter. Inga underarter finns listade i Catalogue of Life.